# Сайлом-Спрінгс (Арканзас)
Сайлом-Спрінгс (англ. Siloam Springs) — місто (англ. city) в США, в окрузі Бентон штату Арканзас. Населення — 17 287 осіб (2020).
У місті розташований приватний Університет імені Джона Брауна.

## Географія
Сайлом-Спрінгс розташований на висоті 345 метрів над рівнем моря за координатами 36°11′1″ пн. ш. 94°31′56″ зх. д. / 36.18361° пн. ш. 94.53222° зх. д. (36.183663, -94.532215).  За даними Бюро перепису населення США в 2010 році місто мало площу 28,87 км², з яких 28,66 км² — суходіл та 0,21 км² — водойми.

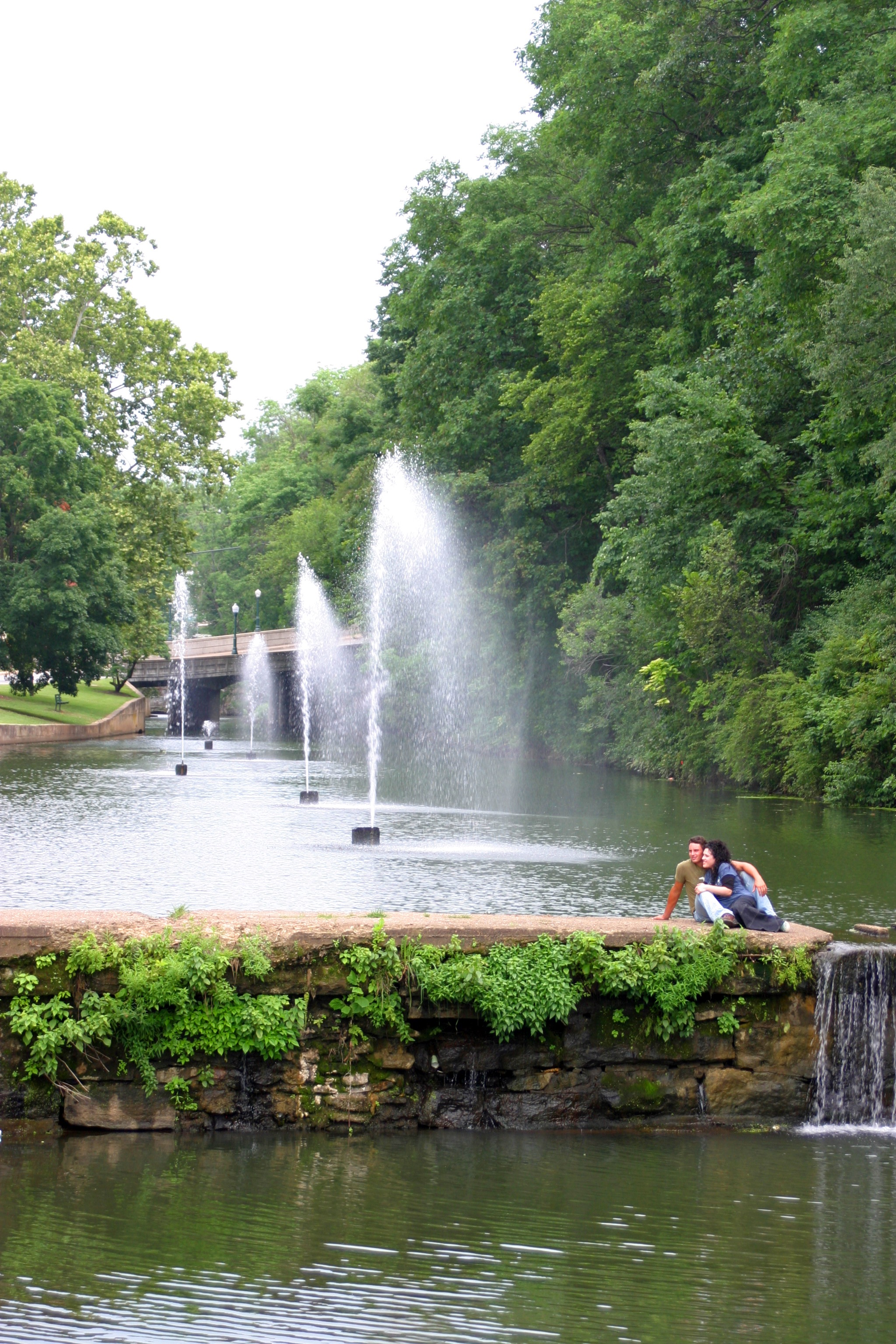
Комплекс фонтанів у центрі міста

Округ Бентон розташований на території південних рівнин, плавно переходить в плато Озарк, на найвищій точці якого розташоване Сайлом-Спрінгс. Практично у всіх районах місцевості виростає кизил.
Історично місцевість населяли індіанці племені Осейдж, а заснували майбутнє місто європейські переселенці німецького та ірландсько-шотландського походження. Вважається, що засновником та першим поселенцем був Саймон Сейгер, при цьому первісний населений пункт називався «Хайко». На честь першого жителя названий невеликий струмок Сейгер-Крік, що протікає через центральну частину міста.
Раніше Сайлом-Спрінгс складався з двох розділених частин — міста в Арканзасі та району Вест-Сайлен, який спочатку розміщувався на території штату Оклахома. У більш пізній час район Вест-Сайлен відійшов під одну з резервацій індіанського племені черокі.

### Клімат
| Клімат : Сайлом-Спрінгс      | Клімат : Сайлом-Спрінгс | Клімат : Сайлом-Спрінгс | Клімат : Сайлом-Спрінгс | Клімат : Сайлом-Спрінгс | Клімат : Сайлом-Спрінгс | Клімат : Сайлом-Спрінгс | Клімат : Сайлом-Спрінгс | Клімат : Сайлом-Спрінгс | Клімат : Сайлом-Спрінгс | Клімат : Сайлом-Спрінгс | Клімат : Сайлом-Спрінгс | Клімат : Сайлом-Спрінгс | Клімат : Сайлом-Спрінгс |
| Показник                     | Січ.                    | Лют.                    | Бер.                    | Квіт.                   | Трав.                   | Черв.                   | Лип.                    | Серп.                   | Вер.                    | Жовт.                   | Лист.                   | Груд.                   | Рік                     |
| Абсолютний максимум, °C      | 25,0                    | 28,3                    | 32,2                    | 32,8                    | 33,3                    | 39,4                    | 43,9                    | 42,8                    | 38,9                    | 35,6                    | 28,3                    | 26,1                    | 43,9                    |
| Середній максимум, °C        | 7,2                     | 10,6                    | 15,0                    | 20,6                    | 24,4                    | 28,9                    | 31,7                    | 31,7                    | 27,2                    | 21,7                    | 13,9                    | 8,9                     | 20,2                    |
| Середній мінімум, °C         | −5                      | −2,2                    | 2,2                     | 6,7                     | 11,7                    | 16,7                    | 19,4                    | 18,9                    | 15,0                    | 8,3                     | 2,2                     | −2,8                    | 7,6                     |
| Абсолютний мінімум, °C       | −24,4                   | −23,3                   | −21,7                   | −6,7                    | −1,1                    | 6,1                     | 7,8                     | 5,6                     | −0,6                    | −6,7                    | −15                     | −22,2                   | −24,4                   |
| Норма опадів, мм             | 58                      | 56                      | 110                     | 109                     | 132                     | 123                     | 90                      | 85                      | 128                     | 93                      | 122                     | 87                      | 1193                    |
| ---------------------------- | ----------------------- | ----------------------- | ----------------------- | ----------------------- | ----------------------- | ----------------------- | ----------------------- | ----------------------- | ----------------------- | ----------------------- | ----------------------- | ----------------------- | ----------------------- |
| Джерело: The Weather Channel |                         |                         |                         |                         |                         |                         |                         |                         |                         |                         |                         |                         |                         |

## Демографія
Згідно з переписом 2010 року, у місті мешкало 15 039 осіб у 5138 домогосподарствах у складі 3543 родин. Густота населення становила 521 особа/км².  Було 5707 помешкань (198/км²). 
Расовий склад населення:
| - 74,2 % — білих - 4,6 % — корінних американців - 1,6 % — азіатів - 0,8 % — чорних або афроамериканців - 13,8 % — осіб інших рас |

До двох чи більше рас належало 5,0 %. Іспаномовні складали 20,8 % від усіх жителів.
За віковим діапазоном населення розподілялося таким чином: 27,7 % — особи молодші 18 років, 62,5 % — особи у віці 18—64 років, 9,8 % — особи у віці 65 років та старші. Медіана віку мешканця становила 28,7 року. На 100 осіб жіночої статі у місті припадало 96,1 чоловіків;  на 100 жінок у віці від 18 років та старших — 91,7 чоловіків також старших 18 років.
Середній дохід на одне домашнє господарство  становив 51 483 долари США (медіана — 43 431), а середній дохід на одну сім'ю — 57 926 доларів (медіана — 51 370). Медіана доходів становила 36 976 доларів для чоловіків та 29 426 доларів для жінок. За межею бідності перебувало 20,2 % осіб, у тому числі 30,3 % дітей у віці до 18 років та 11,4 % осіб у віці 65 років та старших.
Цивільне працевлаштоване населення становило 6807 осіб. Основні галузі зайнятості: виробництво — 24,2 %, освіта, охорона здоров'я та соціальна допомога — 23,2 %, роздрібна торгівля — 12,1 %, мистецтво, розваги та відпочинок — 8,1 %.
За даними перепису населення 2009 в Сайлом-Спрінгсі проживало 10 843 людини, 2647 сімей, налічувалося 3894 домашніх господарств і 4223 житлових будинки. Середня густота населення становила близько 397 осіб на один квадратний кілометр. Расовий склад Сайлом-Спрінгса за даними перепису розподілився таким чином: 85,22 % білих, 0,49 % — чорних або афроамериканців, 4,29 % — корінних американців, 0,83 % — азіатів, 0,08 % — вихідців з тихоокеанських островів, 3,42 % — представників змішаних рас, 5,67 % — інших народів. іспаномовні склали 14,00 % від усіх жителів міста.
З 3894 домашніх господарств в 34,8 % — виховували дітей віком до 18 років, 53,8 % представляли собою подружні пари, які спільно проживали, в 10,6 % сімей жінки проживали без чоловіків, 32,0 % не мали сімей. 26,9 % від загального числа сімей на момент перепису жили самостійно, при цьому 11,9 % склали самотні літні люди у віці 65 років та старше. Середній розмір домашнього господарства склав 2,57 особи, а середній розмір родини — 3,11 особи.
Населення міста за віковим діапазоном за даними перепису 2000 року розподілилося таким чином: 26,0 % — жителі молодше 18 років, 16,8 % — між 18 і 24 роками, 27,8 % — від 25 до 44 років, 17,1 % — від 45 до 64 років і 12,3 % — у віці 65 років та старше. Середній вік мешканця склав 30 років. На кожні 100 жінок в Сайлом-Спрінгсі припадало 95,6 чоловіків, у віці від 18 років та старше — 91,2 чоловіків також старше 18 років.
Середній дохід на одне домашнє господарство в місті склав 34 513 доларів США, а середній дохід на одну сім'ю — 41 153 долари. При цьому чоловіки мали середній дохід в 27 339 доларів США на рік проти 21 451 долар середньорічного доходу у жінок. Дохід на душу населення в місті склав 16 047 доларів на рік. 9,5 % від усього числа сімей в окрузі і 12,5 % від усієї чисельності населення перебувало на момент перепису населення за межею бідності, при цьому 17,6 % з них були молодші 18 років і 8,6 % — у віці 65 років та старше.